# هانس كريستيان بيترسن
هانس كريستيان بيترسن (بالنرويجية البوكمول: Hans Christian Petersen)‏ هو محامي وسياسي نرويجي، ولد في 11 أغسطس 1793 في كريستيانساند في النرويج، وتوفي في 26 سبتمبر 1862 في النرويج. انتخب المدعي العام للنرويج ‏ (1830 – 1837) وانتخب وزير وانتخب .